# Sousoší Souboj Titánů
Souboj Titánů (zápasící Titáni mylně také Giganti) je dvojice sousoší při hlavním vstupu na Pražský hrad.
Nachází se na západní bráně z Hradčanského náměstí do prvního čestného nádvoří Pražského hradu. Na pilířích vstupní brány stojí osově symetricky koncipovaná dvojice pískovcových sousoší monumentální velikosti. Jejich původním autorem je pozdně barokní pražský sochař Ignác František Platzer, který na nich pracoval v letech 1761–1762. 
Současné obrovité postavy zápasících titánů, držících bronzové kyje, jsou již volné kopie původních soch. Pocházejí z roku 1902, kdy je provedli sochaři a tehdy renomovaní restaurátoři Čeněk Vosmík a Antonín Procházka (sochař). Titán nalevo zápasí s nožem (autor A. Procházka), vpravo drží kyj (autor Č. Vosmík). Na dalších dvou pilířich téže brány jsou vytesány symboly rakouského impéria: orel s rakouskou korunou, žezlem a dvěma putty, a Českého království: český korunovaný lev se žezlem, na lvu sedí putto a další putto jej zdobí. Po stranách jsou vázy se dvěma putti.
„Zápasníci – mylně označovaní jako giganti – představují gladiátory a bojovníky římské arény ve chvíli, kdy se vítězná stojící postava chystá posledním úderem zničit poraženého protivníka u svých nohou. Předlohami Platzerových skupin byla Mattieliho sousoší před Říšskou kanceláří ve Vídni.“